# Pisagua + Chacabuco
Pisagua + Chacabuco es un álbum lanzado en Chile en 2003, que corresponde a una reedición que fusiona la versión francesa de 1976 del álbum Pisagua de Ángel Parra, con una de las versiones del disco Chacabuco, grabado en directo en 1974 y en el cual también participa Ángel, junto con otros intérpretes anónimos. Esta compilación pertenece a la serie de álbumes «Memoria del Cantar Popular».

## Pisagua
El primer álbum se basa en la novela «La semilla en la arena» del escritor Volodia Teitelboim escrita en 1957 y que habla de Pisagua, una localidad de la comuna de Huara, Provincia del Tamarugal, Región de Tarapacá, ubicada en el llamado Norte Grande y que se utilizó como centro de detención a principios del siglo XX y especialmente durante la dictadura militar de Augusto Pinochet entre 1973 y 1990. El mismo Volodia, activista del Partido Comunista de Chile, estuvo recluido y detenido en este lugar.

## Chacabuco
El segundo álbum corresponde a una grabación clandestina realizada en 1974 por Luis Alberto Corvalán en el Campo de concentración Chacabuco a comienzos de la dictadura militar, donde estuvo prisionero junto con Ángel Parra y otras 800 personas, con ocasión de la liberación de cuarenta y cinco de ellos.
La grabadora de casete fue proporcionada por un oficial capellán del centro de detención, y sacada del campo de concentración por el mismo Ángel Parra. Desde ahí fue publicada por primera vez en Italia entre 1974 y 1975, en formato de vinilo.
La única canción nueva es la número 25, «Instrumental».

## Lista de canciones

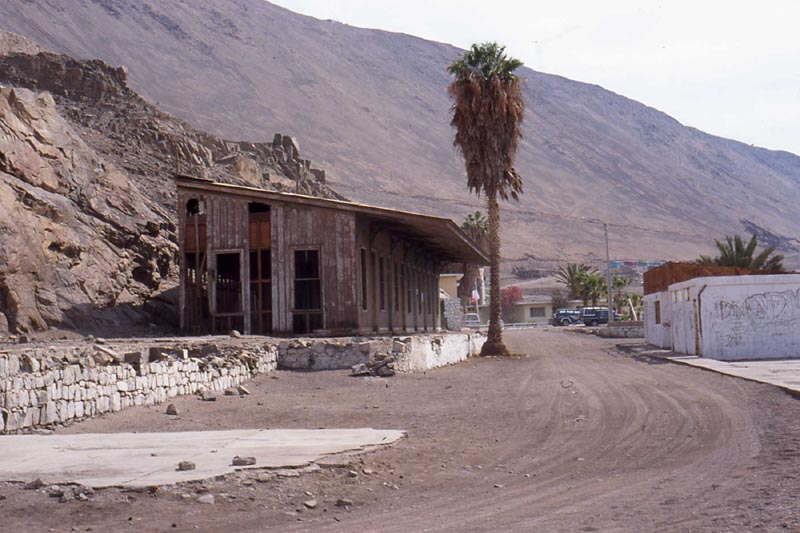
Vista de la antigua estación de ferrocarriles de Pisagua, y ruinas del campo de concentración instalado en 1973 por la dictadura militar.

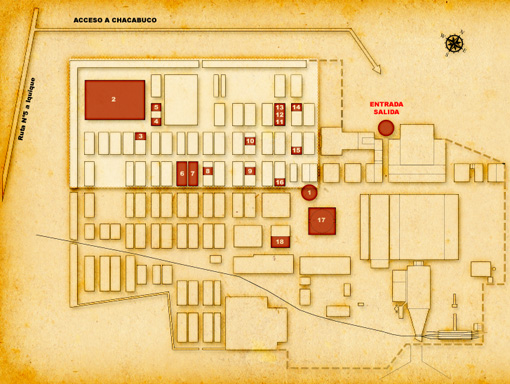
Plano del Campo de Prisioneros Chacabuco.

Toda la música compuesta por Ángel Parra. 
| Pisagua |                                             |          |  |
| N.º     | Título                                      | Duración |  |
| 1.      | «Un silbido en la niebla»                   |          |  |
| 2.      | «El novio raptado» (o «Vals para Herminia») |          |  |
| 3.      | «La sangre y la letra»                      |          |  |
| 4.      | «Fecundidad»                                |          |  |
| 5.      | «No seré un verdugo»                        |          |  |
| 6.      | «La prueba del amor»                        |          |  |
| 7.      | «El corazón de la puna»                     |          |  |
| 8.      | «Colaguachi»                                |          |  |
| 9.      | «El regreso»                                |          |  |
| 10.     | «Tiempo de ayuno»                           |          |  |
| 11.     | «Canción de la libertad» (o «La libertad»)  |          |  |

| Chacabuco |                                                       |                               |          |  |
| N.º       | Título                                                | Escritor(es)                  | Duración |  |
| 12.       | «Libre»                                               |                               |          |  |
| 13.       | «Volver» (poema)                                      |                               |          |  |
| 14.       | «Himno a la alegría»                                  | Ludwig van Beethoven          |          |  |
| 15.       | «Presentación Grupo Chacabuco»                        |                               |          |  |
| 16.       | «Zamba argentina» (o «Tonada del viejo amor»)         | Falú y Dávalos                |          |  |
| 17.       | «Canción de Venezuela»                                | Tino Carrasco                 |          |  |
| 18.       | «Caliche»                                             |                               |          |  |
| 19.       | «El afortunado» (cuecas «El suertudo» y «El puntudo») | Víctor Canto y Luis Cifuentes |          |  |
| 20.       | «Anuncio de libertad»                                 |                               |          |  |
| 21.       | «Saliendo de la niebla»                               |                               |          |  |
| 22.       | «Canción de amor» (Dedicada a su esposa)              | Ángel Parra                   |          |  |
| 23.       | «Canción para Angélico» (Dedicada a su hijo)          | Ángel Parra                   |          |  |
| 24.       | «Canción para Javiera» (Dedicada a su hija)           | Ángel Parra                   |          |  |
| 25.       | «Instrumental»                                        |                               |          |  |
| 26.       | «El alma de Chacabuco»                                | Ángel Parra                   |          |  |
| 27.       | «Despedida y canción del adiós»                       |                               |          |  |

## Créditos
Pisagua
- Patricio Castillo: flauta.
- Carlos Necochea: percusión.
- Iván Casabone: contrabajo.
- Larrea y Albornoz: diseño gráfico.
- Museo Luis Emilio Recabarren: documentación fotográfica.

Chacabuco
- «Coro de Chacabuco», dirigido por Iván Quezada: interpretación del «Himno a la alegría».[3]
- Grupo Los de Chacabuco: Víctor Canto, Manuel Castro, Ángel Parra (como director), Luis Cifuentes, Marcelo Concha, Luis Corvalán Márquez, Antonio González, Manuel Ipinza, Ernesto Parra (exmiembro de Curacas), Julio Vega, Ricardo Yocelewski (exmiembro de Curacas).[3]